# Christiane Gagnon
Pour les articles homonymes, voir Gagnon.
Christiane Gagnon, née le 16 avril 1948 à Saguenay (Québec), est une femme politique canadienne. Elle est députée à la Chambre des communes de 1993 à 2011, représentant la circonscription de Québec sous la bannière du Bloc québécois.

## Biographie
Née dans l'arrondissement de Chicoutimi à Saguenay, Christiane Gagnon travaille comme agent immobilière.
Ancienne présidente de l'association du Parti québécois de la circonscription de Jean-Talon, elle est élue pour la première fois députée du Bloc québécois à la Chambre des communes du Canada lors des élections fédérales de 1993, puis réélue sans interruption lors des élections de 1997, 2000, 2004, 2006 et 2008. Elle est défaite aux élections de 2011 en faveur de la néo-démocrate Annick Papillon.
Elle est présidente du caucus des députés du Bloc québécois de 1996 à 1998, puis porte-parole du Bloc québécois en matière d'habitation, de pauvreté, de patrimoine canadien, de la Commission de la capitale nationale, de développement social, de santé et d'affaires intergouvernementales et de Conseil privé. Elle est porte-parole pour la région de la Capitale-Nationale et leader parlementaire adjointe du Bloc Québécois de 2008 à 2011 et porte-parole en matière de réforme démocratique de 2010 à 2011.
En juin 2019, elle remporte l'investiture bloquiste dans son ancienne circonscription en vue des élections fédérales d'octobre, lors desquelles elle est battue de peu par le député sortant, Jean-Yves Duclos, candidat du Parti libéral du Canada.